# Foinaven
Der Foinaven (Schottisch-gälisch Foinne Bheinn und auch Ganu Mòr [ˈfɤɲəveɲ] und [ˈkanu ˈmoːɾ]) ist ein 911 Meter hoher Berg in Sutherland in den Northwest Highlands von Schottland.

## Etymologie
Das Schottisch-Gälische Foinne Bheinn kann mit Warzenberg wiedergegeben werden. Das weibliche Substantiv bheinn, bzw. beinn, oft auch anglifiziert ben, bedeutet Berg. Foinne, abgeleitet vom Altirischen faithne, ist eine Warze oder Tumor. Ganu Mòr als Bezeichnung des Hauptgipfels lässt sich als großer Keil übersetzen (mit mòr=groß, altirisch mór, und ganu=Keil).

## Geographie
Der höchste Punkt des Berges trägt den Namen Ganu Mòr. Auf ihm befinden sich zwei Cairns. Über einen geschwungenen Nordgrat geht es hinüber zum Nordgipfel Ceann Garbh (902 Meter). Vom Hauptgipfel zieht der Südostgrat dann zum Mittelgipfel A’ Cheir Gorm (869 Meter), zur Felsnadel Lord Reay's Seat (816 Meter) und weiter zum Südgipfel An T-Sail Mhor bzw. Creag Dionard (778 Meter). Weiter gen Südosten folgt dann der Creagan Meall Horn (731 Meter), der aber bereits als eigenständiger Gipfel anzusehehen ist.
Der nächste, etwas niedrigere Nachbar des Foinavens ist der 4,8 Kilometer weiter südwärts gelegene Arkle (787 Meter). Etwas höher als der Arkle ist der im Nordwesten liegende Cranstackie (801 Meter). 
Ursprünglich wurde der Foinaven als Munro eingestuft, eine genaue Messung im Jahr 2007 ergab jedoch, dass der Berg die geforderten 914,4 Meter (3000 Fuß) um 3,7 Meter verfehlt. Der Foinaven wird aber als Marilyn und als Corbett eingestuft.
Die nächstgelegene Ortschaft ist Rhiconich 6 Kilometer im Westnordwesten. Zum etwas näher gelegenen Gualin House' an der A838 road im Nordnordwesten sind es 5,8 Kilometer. Polla im Nordosten liegt 8,3 Kilometer entfernt (Angaben in Luftlinie).
Der Foinaven sticht ins Auge durch seine keilförmige, nach Nordwest-Südost ausgelängte Gestalt, die einen wunderschönen langen, relativ schmalen Grat aus Quarzit aufweist und dessen Flanken von Schuttreißen aus ebenfalls Quarzit überdeckt sind. Auf seiner Ostseite besitzt der Berg recht große Corries.
Das Foinaven-Massiv misst in seiner Längserstreckung in Nordnordwest-Südsüdost-Richtung von der Nordspitze am Ceann Garbh bis Bealach Horn 6 Kilometer. Seine Breite beträgt etwas über 3 Kilometer. Das Massiv ist asymmetrisch aufgebaut, da der Gipfelgrat entlang seiner Westseite verläuft und hier relativ steil nach Westen abbricht. Die flacher abfallende Ostseite ist ganz anders organisiert – so ziehen vom Gipfelgrat aus 4 Gratsysteme nach Ostnordosten, dazwischen liegen drei Corries – mit Allt Coire Duail im Norden, Allt a’ Mhadaidh in der Mitte und Allt Coire na Lurgainn im Süden. Insbesondere der vom Mittelgipfel A’ Cheir Gorm herabziehende Grat ist sehr scharf und markant und wird beiderseits von glazial geformten Karen begleitet. Die Corries entwässern alle in Richtung Srath Dionard. Das abschließende südliche Gratsystem leitet hinüber zum Creag Urbhard, der steil über dem Loch Dionard aufragt und in seiner Nordostflanke hervorragende Duplexaufschlüsse vorzuweisen hat.

## Zugang

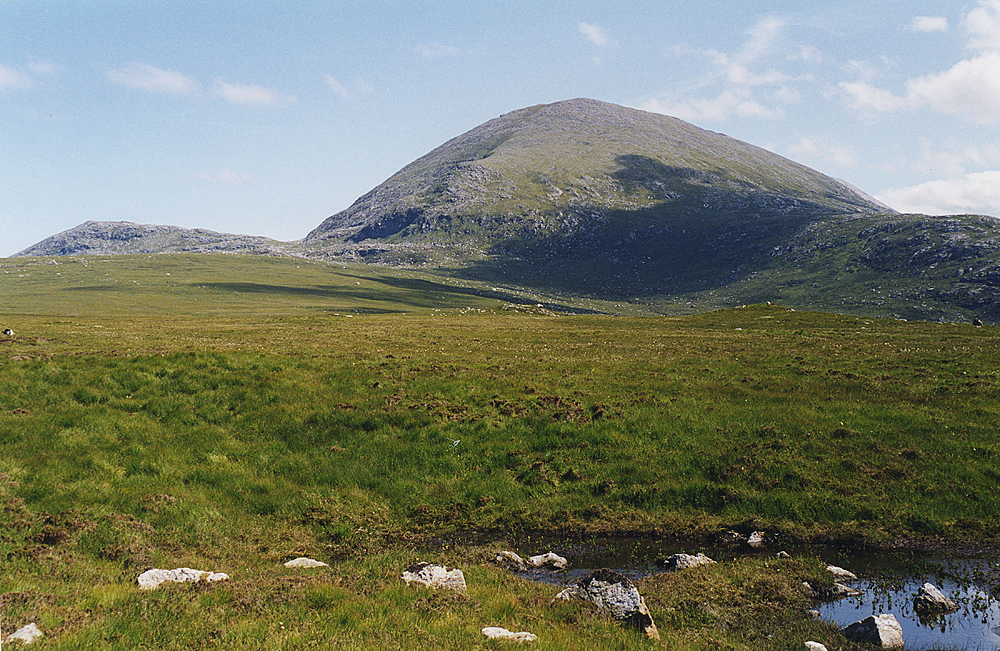
Der Nordgipfel Ceann Garbh (902 Meter) von Nordwesten

Der Zugang zum Foinaven erfolgt gewöhnlich vom Gualin House an der A838 road im Nordnordwesten. Die Route folgt anfangs dem Tal des Srath Dionards nach Südosten. Nach 6,5 Kilometer geht es weglos nach rechts hoch am Tal Allt Coire Duail entlang, links unterhalb des Cnoc A’Mhadaidh (594 Meter) vorbei und schließlich über Bealach nan Càrn hinauf zum Ceann Garbh. Vom Gipfel des Ceann Garbhs kann dann über einen geschwungenen Grat der Hauptgipfel Ganu Mòr erreicht werden. Der Rückweg erfolgt entweder über dieselbe Route oder über einen weglosen Abstieg entlang der Nordwestseite des Ceann Garbhs und weglos zurück zur A838 road. Alternativ kann auch eine Überschreitung des gesamten Südostgrats ins Auge gefasst werden. Vom Südende des Südostgrats erfolgt der Abstieg dann entweder nach Osten zum Oberlauf des Srath Dionards oder nach Südwesten zum Loch Stack. Die jeweiligen Abstiege können natürlich auch als Aufstiegsrouten gewählt werden.

## Geologie

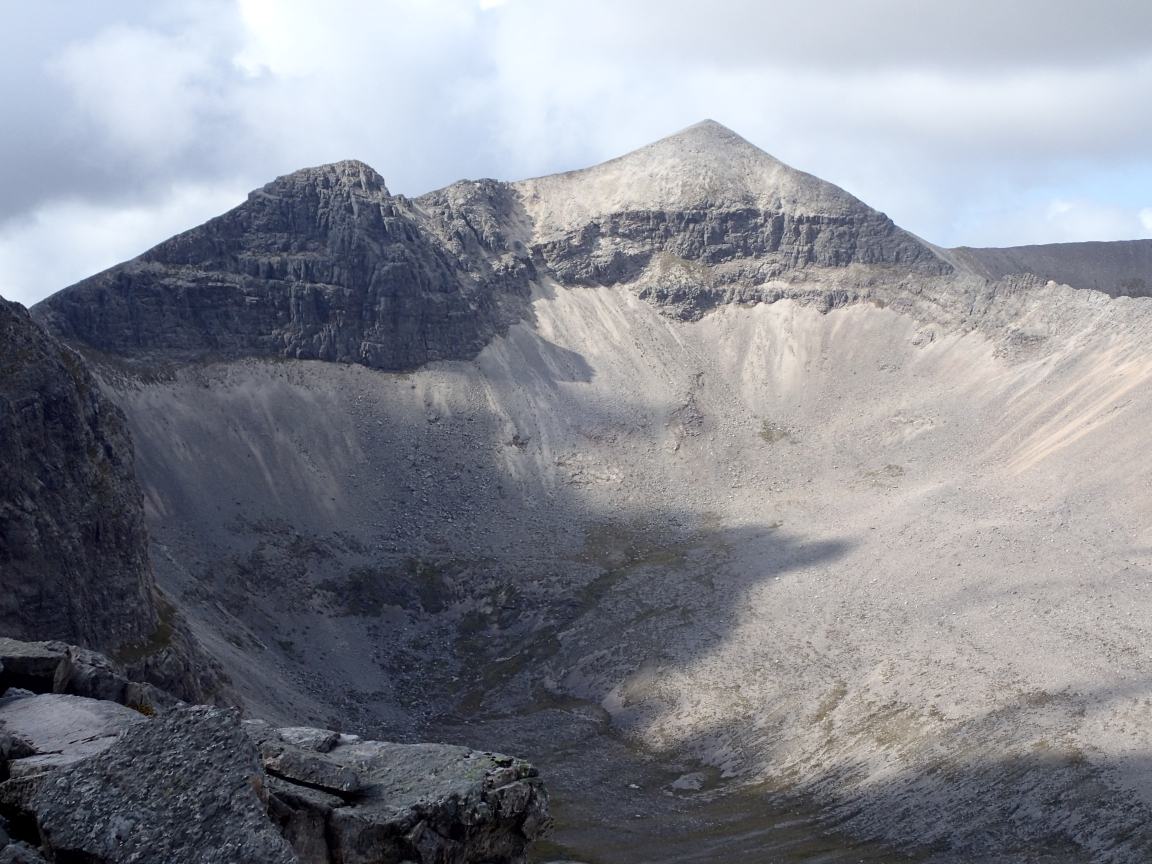
Der Mittelgipfel A’ Cheir Gorm (869 Meter) von Osten

Wie viele der monolithischen Berge in der näheren Umgebung liegt auch der Foinaven innerhalb des Überschiebungsgürtels der Moine Thrust. Er baut sich aus ineinander verschuppten Lagen aus kambrischem Quarzit auf, welche das Grundgebirge aus Gneisen des Lewisians diskordant überlagern. Die Gneise sind wesentlich älter und gehen möglicherweise bis ins Neoarchaikum zurück. Die den Berg bedeckenden, sehr resistenten Quarzite bewahrten den Berg vor vollkommener Abtragung. 
Die Moine Thrust hebt unmittelbar vor dem Südpipfel ansteigend gegen Nordwest aus. Deswegen ist auch der Creagan Meall Horn bereits aus Gesteinen der Moine Supergroup aufgebaut. Am Südgipfel steht die An-t-Sròn-Formation der Ardvreck Group an. Darunter folgt das bis zu 500 Meter mächtige Pipe Rock Member der Eriboll-Formation, das durch engständige Duplexbildung stark in seiner Mächtigkeit erhöht ist. Die Duplexe innerhalb des Pipe Rock Members sind alle nach Nordwesten geneigt und gehen von einer Basisüberschiebungsfläche (Englisch sole thrust) aus, welche ebenfalls gegen Nordwest ansteigt. Darunter liegt das Basal Quartzite Member der Eriboll-Formation über Gneisen des Lewisians.
Die unterhalb der Moine Thrust verlaufende Basisüberschiebung setzt am A’ Cheir Gorm ein und folgt dann immer etwas oberhalb der Diskordanz gelegen derselben weiter in Richtung Südsüdost. Der Nordgipfel Ceann Garbh besteht jedoch im Unterschied zu den anderen Gipfeln des Grats bereits aus Gneisen des Lewisians, die hier im Srath-Dionard-Antiklinorium bereits in recht großer Höhe kulminieren.
R. W. H. Butler (2004) hat das Foinaven-Massiv neu bearbeitet und kommt zu wesentlich komplexeren Ergebnissen. Erstens sind die individuellen Duplexe nicht auf das Pipe-Rock-Member beschränkt, sondern erfassen sehr wohl auch das Basal Quartzite Member. Sodann ist ihre Anzahl wesentlich höher als von Elliott und Johnson (1980) dargestellt (so können allein am Profil durch den Creag Urbhard 15 hintereinanderliegende Duplexe auskartiert werden). Auch ihr Einfallswinkel ist variabel und zeigt Versteilung, vor allen Dingen im rückwärtigen Bereich.
Eingemessene Strecklineare im Lewisian und in der Moine Supergroup fallen zum überwiegenden Teil leicht nach Ostsüdost (N 110) ein und verweisen somit als Richtung des Deckentransports unter geringer Heraushebung auf Westnordwest (N 290). Es besteht aber auch eine leichte Torsion des Deckentransports bis in Richtung Nordnordwest (N 340). Die Decke wurde daher gleichzeitig in ihrem westlichen Vorstoß seitlich etwas verdreht.

## Kaltzeit
Wie bereits angesprochen besaß der Foinaven während der Jüngeren Dryas vor 12.900 bis 11.700 Jahren Kargletscher in seinen drei östlichen Corries. Diese reichten im Westen bis auf über 700 Meter hinauf und vereinigten sich dann unten im Tal des Srath Dionards mit dem Srath-Dionard-Gletscher, der kurz hinter dem Nordrand des Loch Dionards auf etwa 100 Meter Meerhöhe endete. Der Srath-Dionard-Gletscher erreichte seinerseits am Meall Horn eine Höhe von über 600 Meter. Über die Wasserscheide hinweg reichte er nach Südosten an den Creag Staonsaid und bis hinunter in den Glen Golly. Südlich des Meall Horns hatte er sogar Verbindung mit den Eisfeldern des Creag Deargs. Nördlich des Meall Horns und im Süden des Foinavens wird sogar eine relativ dünne Auflage von Kalteis (Englisch cold-based ice) vermutet.

## Ökologie
Der Foinaven ist zusammen mit dem Arkle, dem Cranstackie und dem Meall Horn in einen Site of Special Scientific Interest (SSSI) integriert – den Foinaven Site of Special Scientific Interest. Dieser 14,95 Quadratkilometer große SSSI ist vor allem von biologischem als auch geologischem Interesse. Er zeichnet sich durch zahlreiche, teils recht unterschiedliche Habitate aus. 
Hierunter fallen saure Schuttstandorte mit der Hainsimse Luzula arcuata, subalpine und alpine Heiden, Trockenheiden, Nassheiden mit Glocken-Heide (Erica tetralix), kreuzblättrige Heiden, saure Moorseen und -tümpel, Sümpfe, klare Seen/Lochs von armem bis mäßigem Nahrungsangebot für Wasserpflanzen, Vertiefungen in Moorsubstraten, saure Berggraslandschaften, Spaltenpflanzen in sauren als auch basischen Gesteinen, artenreiche Graslandschaften mit Grasmatten in höheren Lagen und hochwüchsige Pflanzenbestände. Altschneereste begünstigen  die Rasen-Schmiele (Deschampsia cespitosa), Harzer Labkraut (Galium saxatile) und Rhytidiadelphus loreus.
An Baumarten erscheinen neben Birken (in Hochlagen) Schwarz-Erle (Alnus glutinosa), Gemeine Hasel (Corylus avellana) und Vogelbeere (Sorbus aucuparia).
Unter der Fauna erwähnenswert sind mehrere bedeutende Brutvögel wie Steinadler (Aquila chrysaetos), Alpenstrandläufer (Calidris alpina shinzii), Mornellregenpfeifer (Charadrius morinellus), Kolkrabe (Corvus corax), Wanderfalke (Falco peregrinus), Alpenschneehuhn (Lagopus muta), Schneeammer (Plectrophenax nivalis), Goldregenpfeifer (Pluvialis apricaria) und Ringdrossel (Turdus torquatus) sowie Fischotter (Lutra lutra) und Flussperlmuschel (Margaritifera margaritifera). 
Von besonderem geologischen Interesse sind natürlich die bereits angesprochenen hervorragenden Duplexaufschlüsse am Massiv des Foinavens.

## Siehe auch

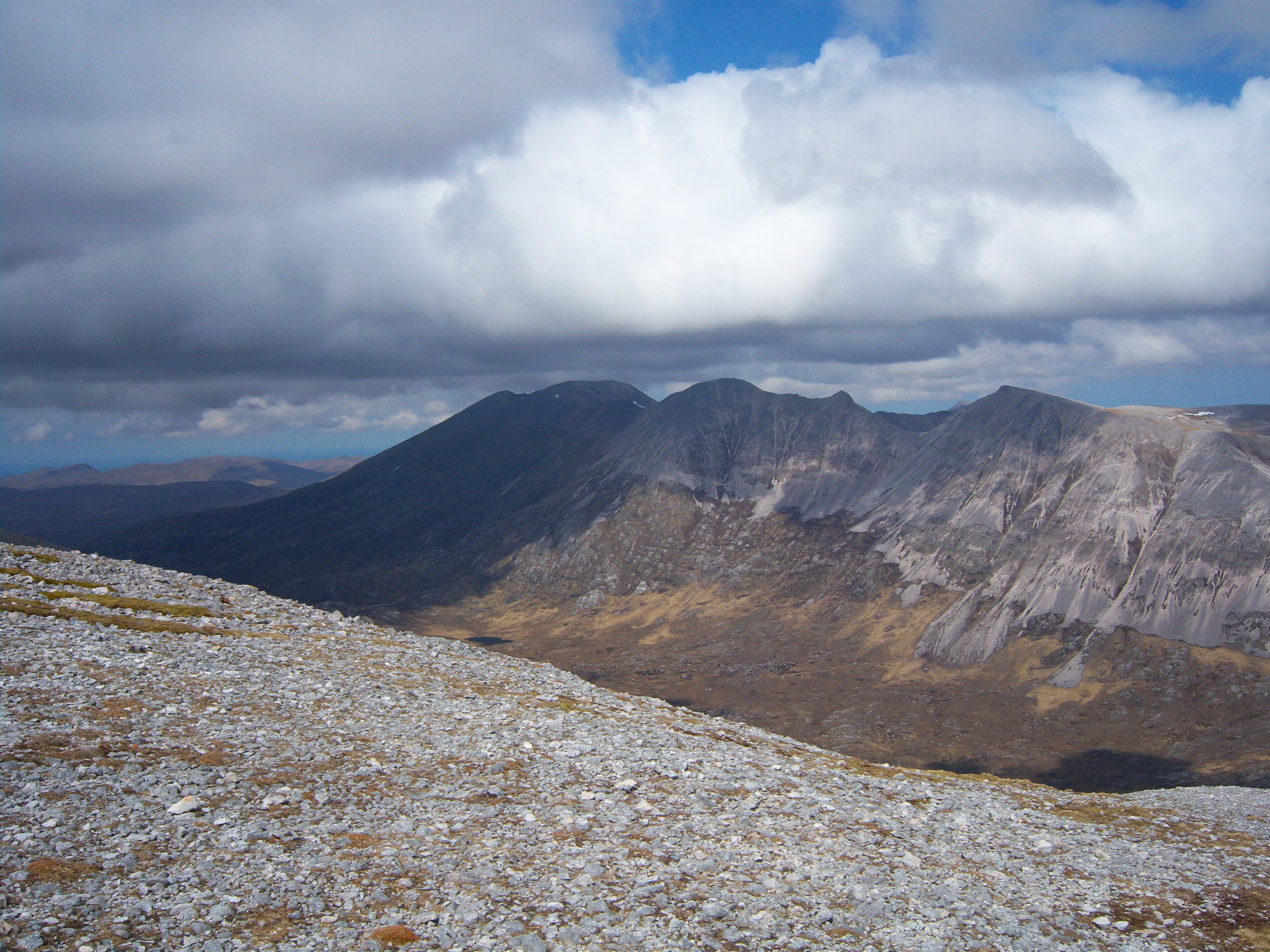
Der Foinaven gesehen vom Arkle im Süden. Gut zu erkennen an der Bergflanke die nach links ansteigende Diskordanz in Richtung Hauptgipfel.